# Oganj (Essen)
Oganj je bio hrvatski iseljenički list.
Izlazio je u Essenu od 1957. Bio je glasilom hrvatskih radnika u Njemačkoj.
Uz ime ovog lista se veziva i ime Franje Lodete.

## Vanjske poveznice i izvori
- Bibliografija Hrvatske revije  Arhivirana inačica izvorne stranice od 20. lipnja 2006. (Wayback Machine) Franjo Hijacint Eterović: Trideset godina hrvatskog iseljeničkog tiska 1945-1975.
- Bibliografija Hrvatske revije[neaktivna poveznica] Vinko Nikolić: Oganj, glasilo hrvatskih radnika u Njemačkoj
- Bibliografija Hrvatske revije  Arhivirana inačica izvorne stranice od 23. lipnja 2006. (Wayback Machine) Članci